# Naturschutzgebiet Hohe Kugel – Hoher Freschen – Mellental
Das Naturschutzgebiet Hohe Kugel – Hoher Freschen – Mellental ist seit 2013 ein ca. 7668 ha großes Naturschutzgebiet im Bregenzerwaldgebirge. Es ist das größte Naturschutzgebiet in Vorarlberg.

## Lage

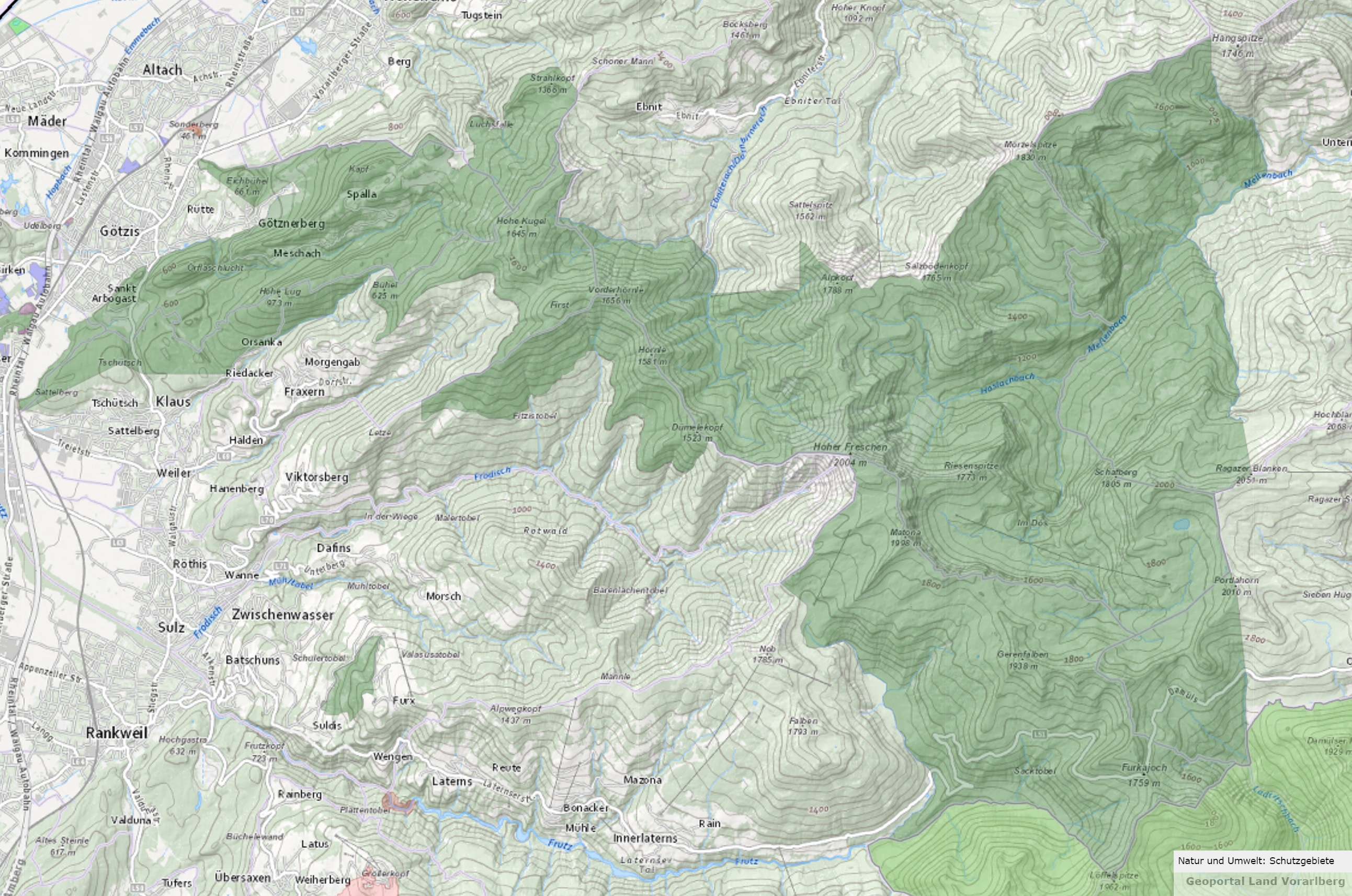
Karte mit der exakten Ausdehnung (dunkelgrün)

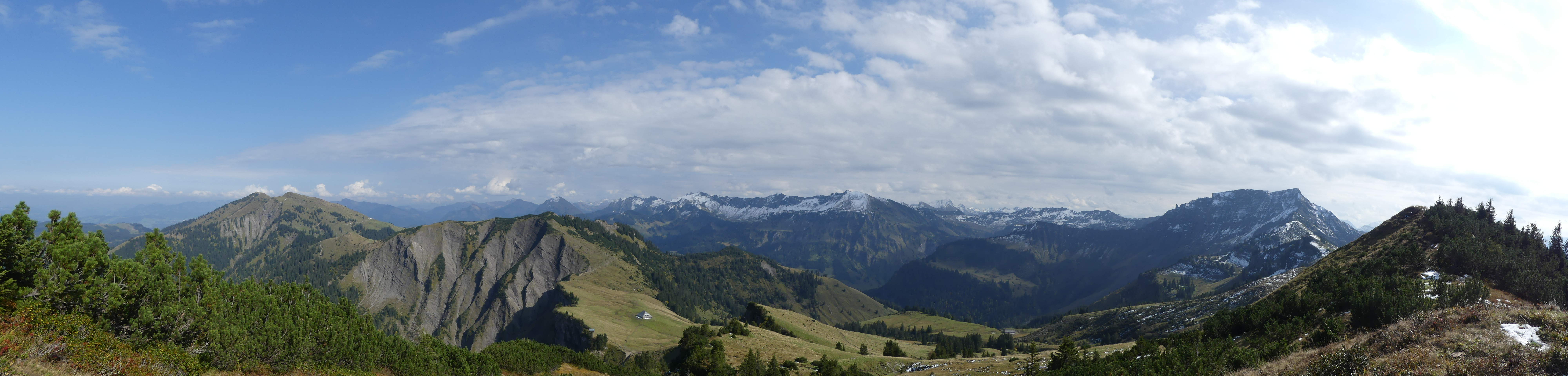
Blick vom Alpkopf Richtung Hohe Kugel

Das Schutzgebiet reicht im Westen bei Götzis bis an den Rand der Rheintalebene. Von dort zieht es hinauf bis zur Hohen Kugel. Von der Hohen Kugel aus geht ein kleiner Ausläufer nach Norden bis zum Strahlkopf in den Schuttannenbergen. Östlich geht es weiter über die Gipfel der Kugelgruppe, First, Falben,  Vorderhörnle, Hörnle, Dumelekopf bis zum Hohen Freschen. Von dort reicht das Schutzgebiet südöstlich mit der Hohen Matona und dem gesamten Matonagrat der Freschengruppe bis zur Löffelspitze und nordöstlich bis zum Hangköpfle nahe der Hangspitze. Das hintere Mellental ist komplett im Schutzgebiet. Das Gebiet erstreckt sich über die zehn Gemeinden Damüls, Dornbirn, Fraxern, Götzis, Hohenems, Klaus, Koblach, Laterns, Mellau und Viktorsberg. Im Süden grenzt das Naturschutzgebiet direkt an den Biosphärenpark Großes Walsertal der UNESCO.

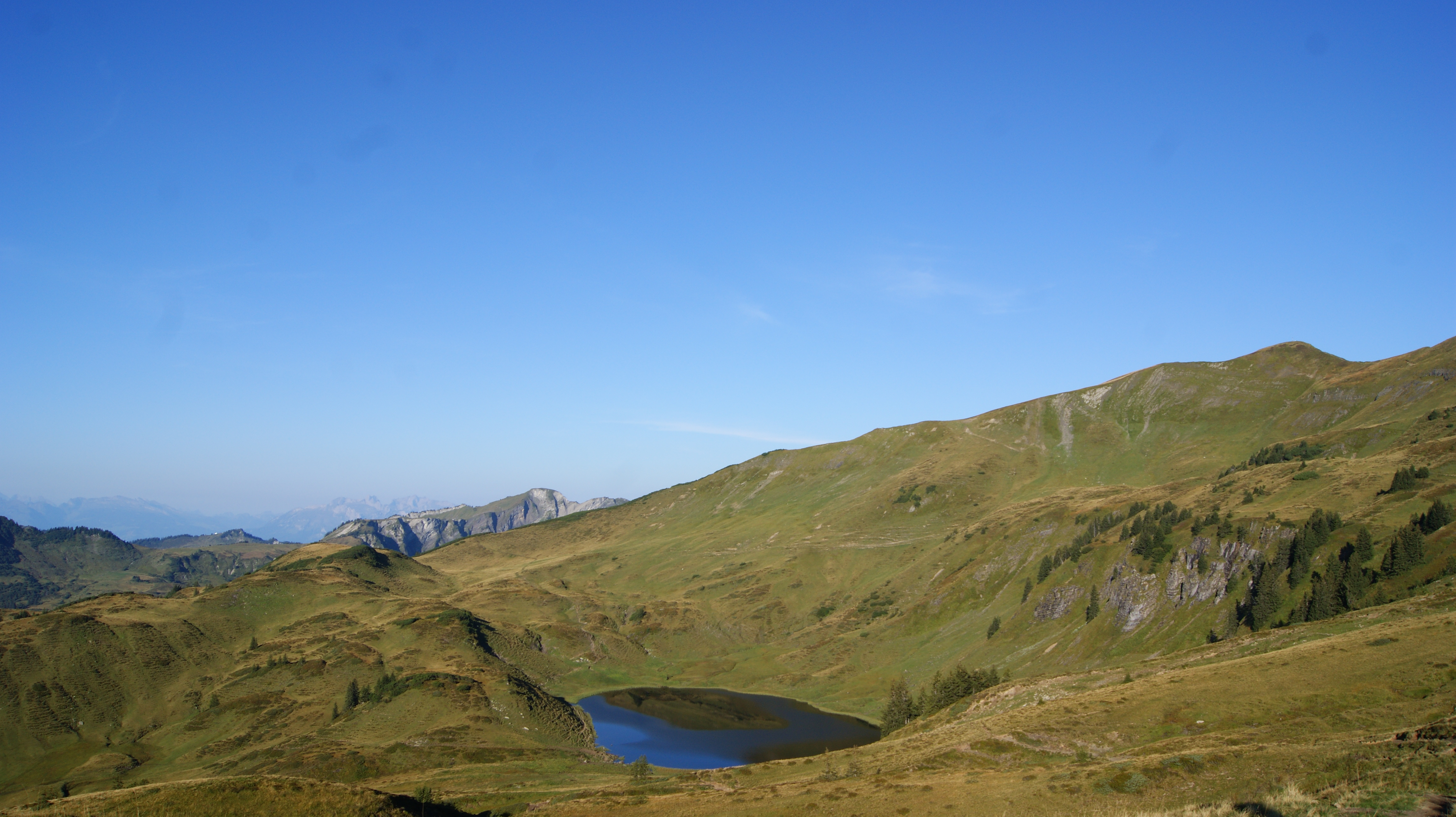
Sünsersee am Ostrand des Naturschutzgebietes

## Schutzziele
Das größte Naturschutzgebiet Vorarlbergs soll in seiner submontanen bis subalpinen Vielfalt erhalten werden. Dies betrifft sowohl die vorhandenen Kulturlandschaften und Alpweiden, als auch die Bergwälder und subalpinen Naturlandschaften mit ihrer vielfältigen Flora und Fauna.
Es gilt, die Lebensräume für die Tier- und Pflanzenwelt zu sichern, zu bewahren oder wieder herzustellen. Wichtig ist vor allem, die Lebensräume der Tiere vor Störungen zu schützen.
Gesetzlich verankert ist auch das Ziel, den Erholungswert des Gebietes für den Menschen zu sichern und zu bewahren.

## Verbote
Im Naturschutzgebiet dürfen keine Veränderungen oder sonstigen Einwirkungen vorgenommen werden, die geeignet sind, die Schutzziele oder die Interessen des Natur- und Landschaftsschutzes zu beeinträchtigen. Dazu zählen insbesondere:
1. Errichtung oder Änderung von Bauwerken
2. Errichtung oder Betrieb von Bodenabbauanlagen
3. Ablagerung von Materialien
4. Bau von Wegen und Straßen
5. Erstellung von Seilschwebebahnen, Sesselliften, Schleppliften oder anderen mechanischen Aufstiegshilfen
6. Veränderungen der Bodenbeschaffenheit im Zusammenhang mit der Errichtung oder Erhaltung von Schiloipen und Schipisten
7. Pflanzen jeder Art zu beschädigen, auszureißen, auszugraben oder Teile davon abzupflücken, abzuschneiden oder abzureißen
8. Zeltplätze und Lagerplätze einzurichten sowie Wohnwagen aufzustellen
9. Ankündigungen und Werbeanlagen anzubringen
10. durch Lärm, Licht oder auf sonstige Weise unnötige Störungen zu erzeugen
11. mit Hubschraubern für touristische Zwecke zu landen[1]

## Ausnahmen für die Verbote
Ausgenommen von den Verboten sind:
1. Ordentliche land- und forstwirtschaftliche Nutzung
2. Errichtung oder Änderung landwirtschaftlicher Gebäude
3. Errichtung oder Änderung sonstiger Gebäude in der Parzelle Meschach der Marktgemeinde Götzis auf den als Bauflächen gewidmeten Flächen
4. Ausübung der Jagd und Fischerei
5. Maßnahmen, die zur Erhaltung und Förderung der Schutzziele, sowie dem Neophytenmanagement dienen, im Auftrag oder Einvernehmen mit der Behörde
6. Einsätze im Rahmen des Hilfs- und Rettungswesens und der Katastrophenhilfe

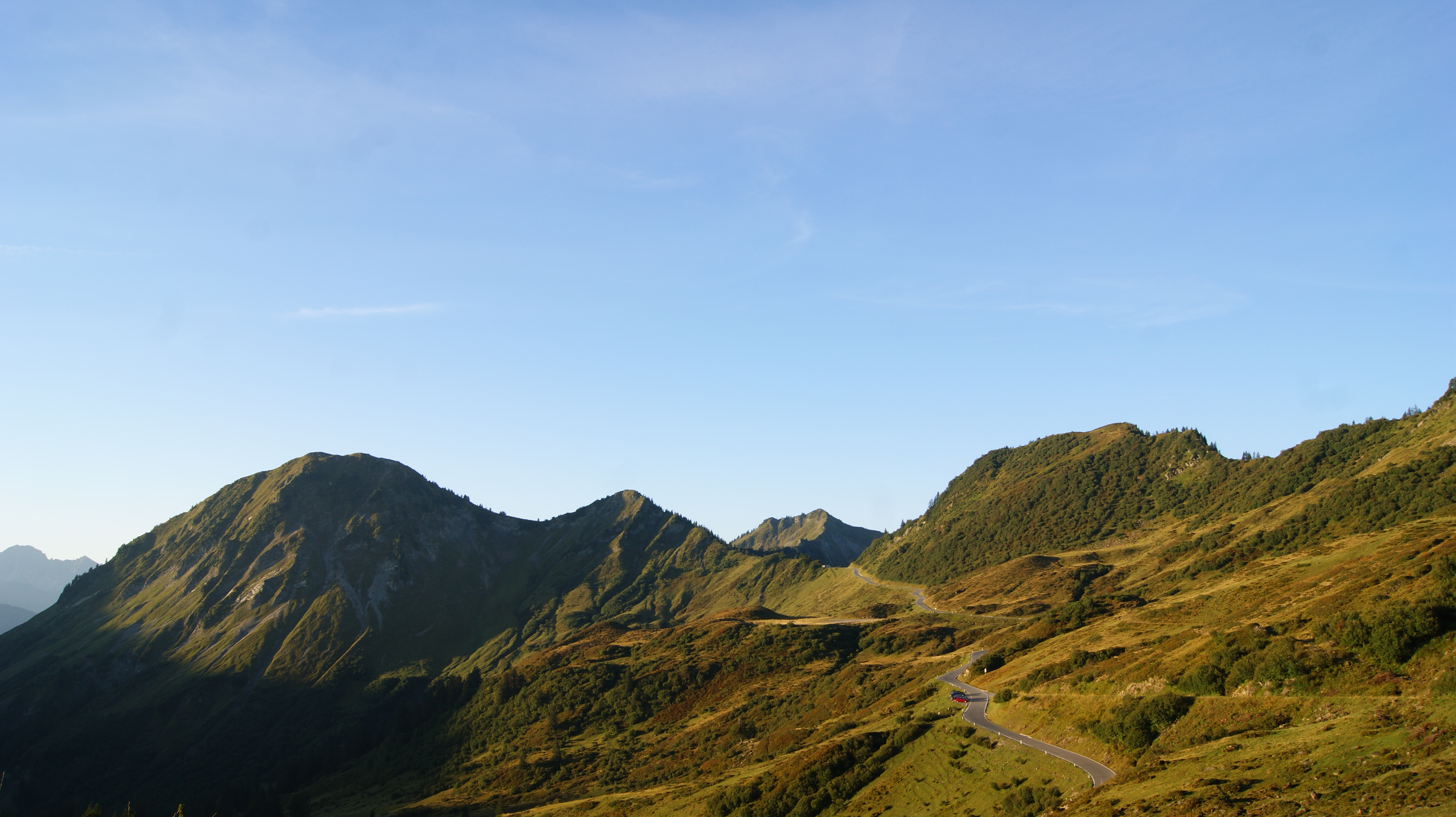
Südliche Teil des Naturschutzgebietes, das bis zur Löffelspitze reicht (ganz hinten)

Auf Antrag oder von Amts wegen können Ausnahmen bewilligt werden, wenn es aus Gründen der öffentlichen Sicherheit unumgänglich notwendig ist oder die Natur und Landschaft des Schutzgebietes und die Schutzziele nicht wesentlich beeinträchtigt und andere öffentliche Interessen, insbesondere solche der Land- und Forstwirtschaft, überwiegen.

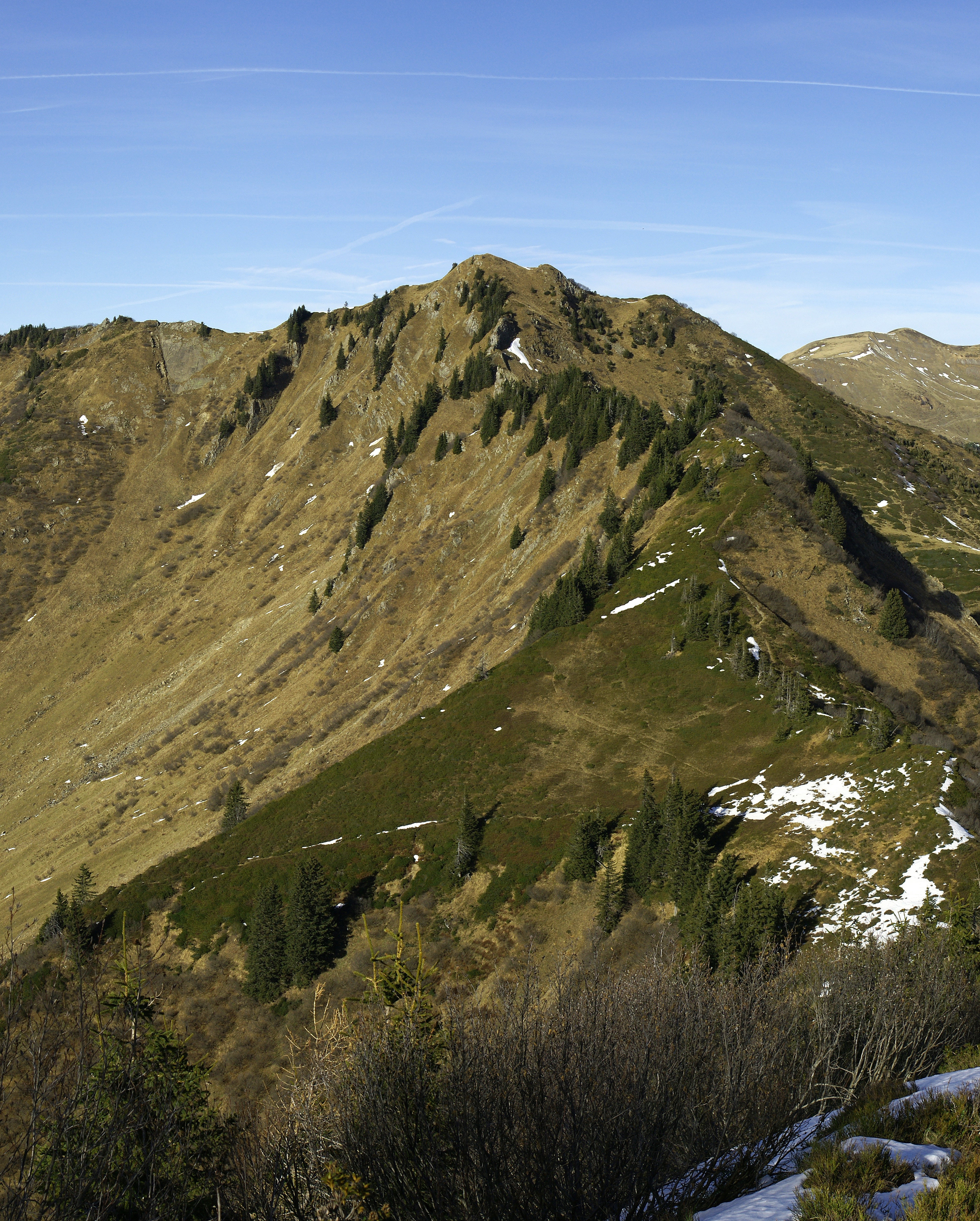
Hochrohkopf mit völlig unberührter Natur

## Biotope
Im Naturschutzgebiet liegen zahlreiche Biotope und Großraumbiotope.

### Eichbühel
Der Eichbühel (Biotop 40805) nördlich des Götznerbergs hat eine Größe von knapp 32 ha. Die Fallenkobelschlucht ist ein Naturdenkmal. Hier gibt es markante Felshänge, weitgehend naturnahe Laubmischwälder, seltene Waldtypen, ehemalige Magerheuwiesen und artenreiche Halbtrockenrasen.

### Örflaschlucht

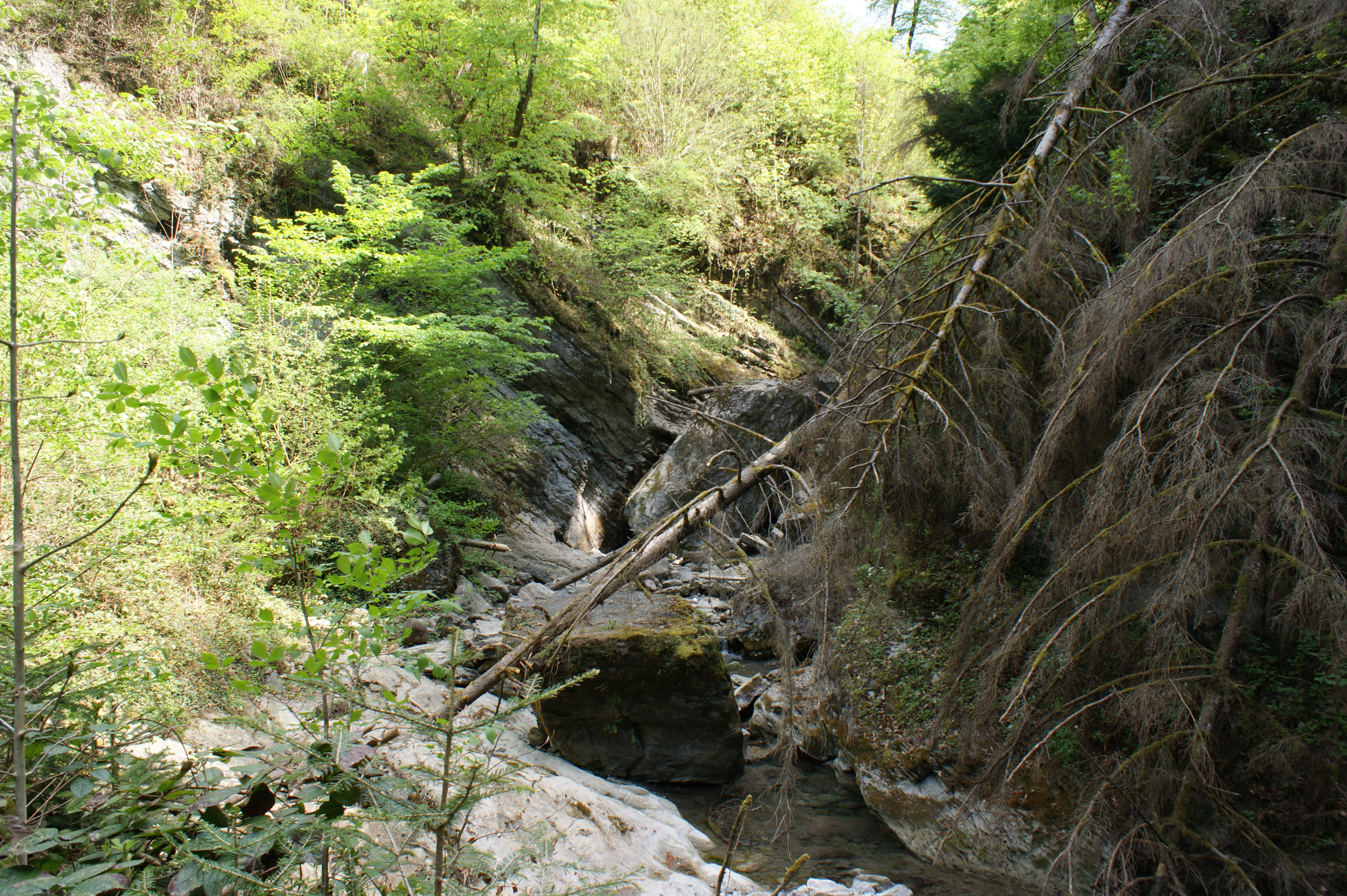
Örflaschlucht

Die Örflaschlucht (Biotop 40806) des Emmebachs durchbricht das Felsmassiv zwischen Zwurms und Kapf. Die Schluchthänge sind mit naturbelassenen, artenreichen Laubmischwäldern bedeckt, vor allem Kalk-Buchen-Tannen-Fichtenwälder. Am Grund der Schlucht sind Hirschzungen- und Mondviolen-Ahornwälder. Durch die hohe Luftfeuchtigkeit wachsen zahlreiche Farne und Hochstauden. Der Emmebach bildet auch Wasserfälle.

### Orsanka Moos

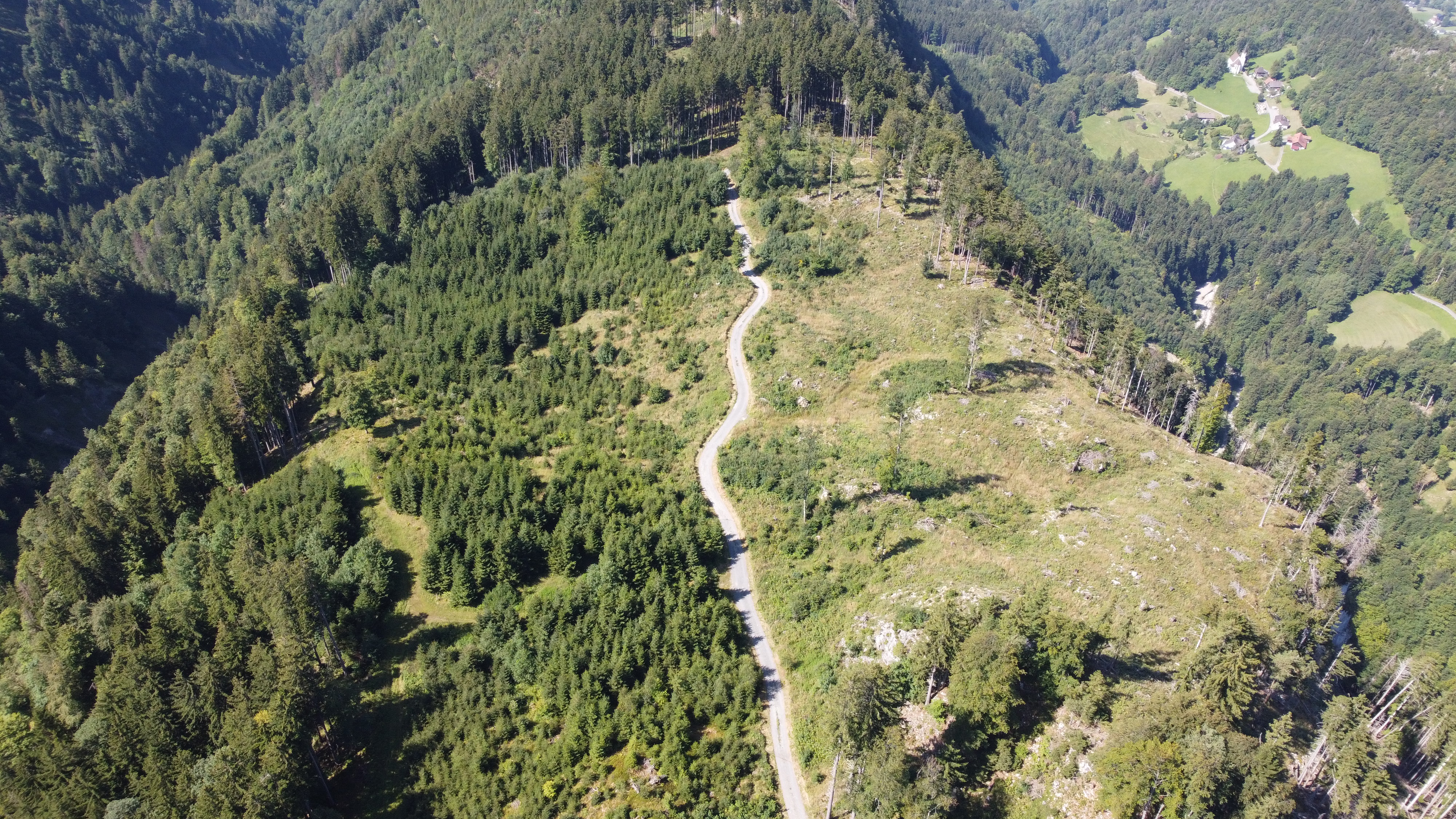
Orsanka Moos

Das Orsanka Moos (Biotop 40809) hat eine Fläche von 26,24 ha und liegt in den flachen Hängen oberhalb des Emmebachs. Das Hochmoor selbst hat sich in einem Geländesattel gebildet. Es wird teils über den Klausbach entwässert. Das Spirkenhochmoor und die offenen Hochmoorflächen sind prioritäre Lebensräume der FFH-Richtlinie. Im Umfeld der Hochmoore sind Kalkflachmoore, artenreich Pfeifengraswiesen, Kohldistelwiesen und Hochstaudenflure.

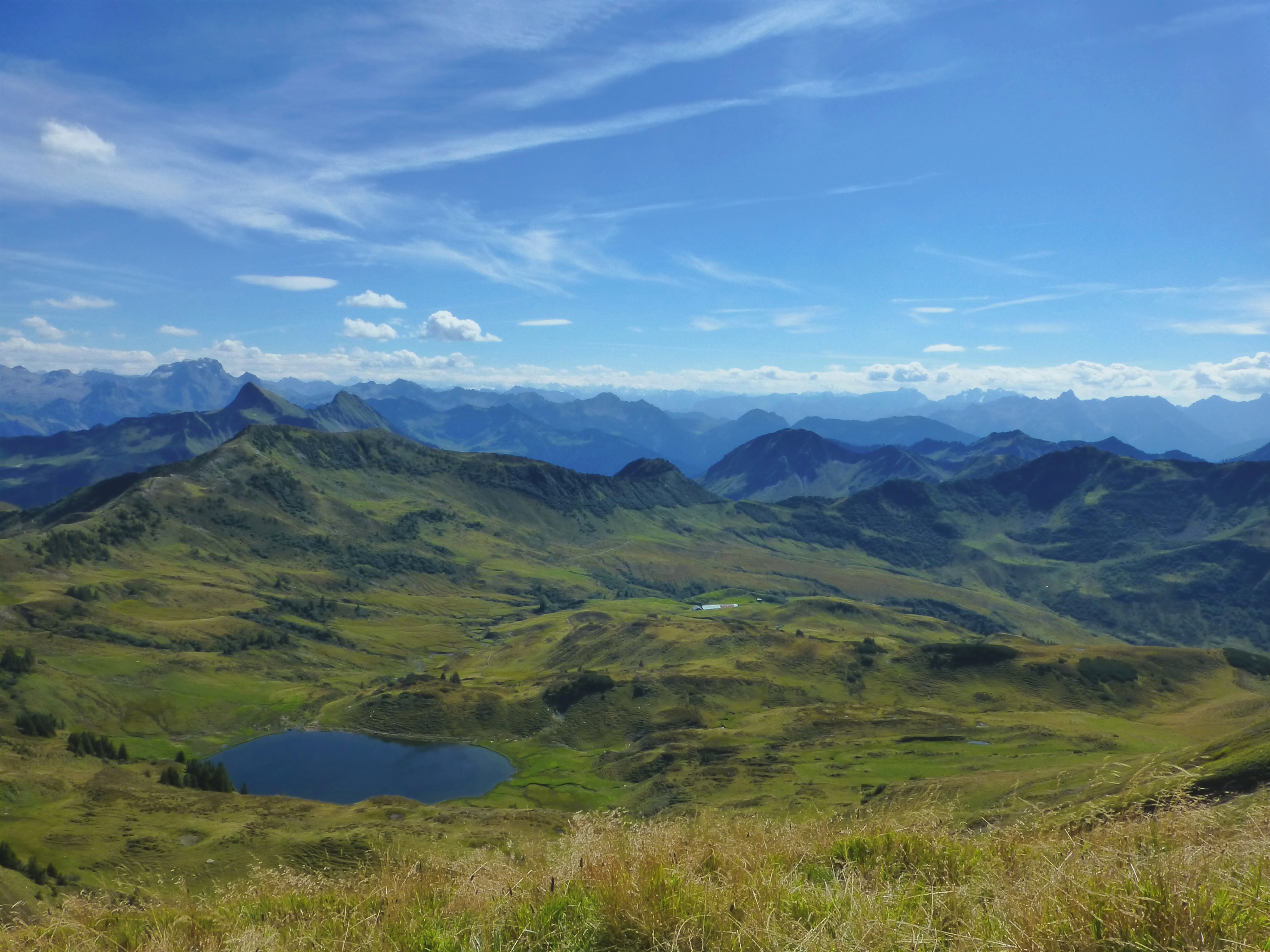
Blick von der Sünser Spitze Richtung Sünser See

### Einzugsgebiet des Haslachbaches
Das Biotop Einzugsgebiet des Haslachbaches mit Grundwasseraustritten, Flachmooren und Feuchtwiesen im Gebiet der Altenhofalpe, Körbalpe, Schönenwaldalpe und Haslachalpe (Biotop 30151) ist 21,61ha groß.
Feuchtbiotope, Sickerquellen und Grundwasseraustritte lassen Davallseggenmoore, Rispenseggensümpfe, Schnabelseggen- und Waldbinsensümpfe gedeihen. großflächig verbreitet. Dieses großräumige Quellgebiet mit einer traditionellen Almlandschaft ohne Straßen ist besonders schützenswert.

### Sünser See und Sünser Alpe
Der Sünser See (Biotop 30152) ist ein Felsbeckensee. Der Sünser See beherbergt eine hoch angepasste Fauna. Die Quellfluren und Quellmoore im Bereich der Sünser Alpe (Biotop 30153) sind 25,4 ha groß. Hier ist das Quellgebiet des Mellenbaches mit vielen Feuchtbiotopen. Am Sünser See kommt die stark gefährdeten Art Langblatt-Laichkraut (Potamogeton praelongus) und die gefährdeten Arten Fieberklee (Menyanthes trifoliata), Sumpf-Baldrian (Valeriana dioica (s. str.)) und Scheiden-Wollgras (Eriophorum vaginatum) vor. In den Quellfluren der Sünser Alpe gedeihen unter anderem die Arten Davall-Segge (Carex davalliana), Mehl-Primel (Primula farinosa) und Trollblume (Trollius europaeus).

### Hintermellen

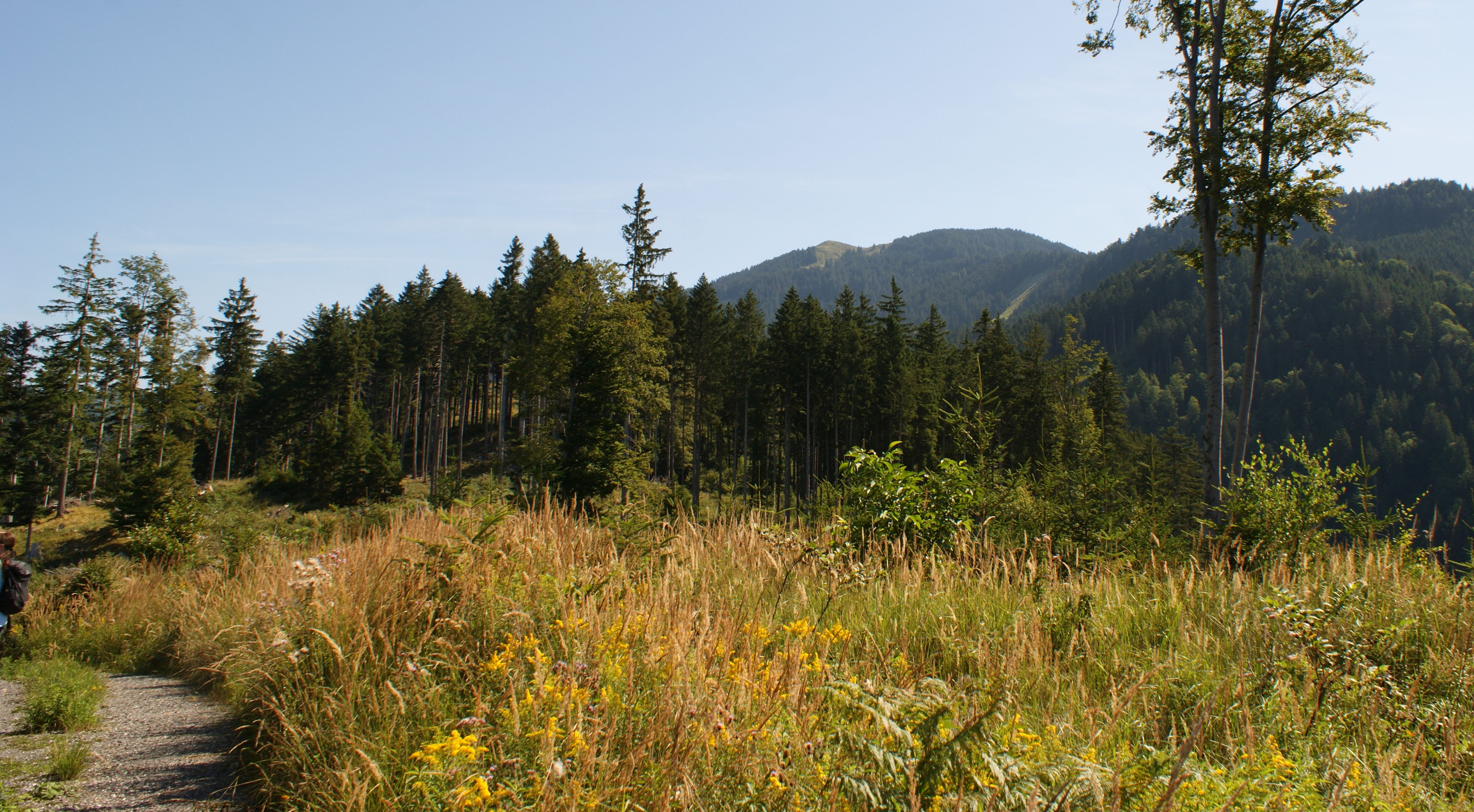
Orsanka Moos, Blick auf die Hohe Kugel

Das Großraumbiotop Hintermellen (Biotop 30160) mit 2339 ha umfasst das hintere Mellental und den Freschenstock, es ist eins der wenigen größeren Gebiete Vorarlbergs ohne technische und touristische Erschließungen, es gibt nur wenig befahrene Güterwege. Zusammen mit dem Freschental, dem Hinteren Ebnitertal und dem Laternsertal ist es für Tiere mit großem Flächenbedarf enorm wichtig. Die Moore der hinteren Mellenalpe weisen auffallend große Bestände des Breitblatt-Fingerknabenkrauts (Dactylorhiza majalis) auf. Daneben gibt es Davall-Segge (Carex davalliana), Rasen-Haarsimse (Trichophorum caespitosum) und stellenweise viel Mehlprimel (Primula farinosa). Entlang kleiner Bäche wächst auch an Hochstauden reiche Nasswiesenvegetation mit Wald-Simse (Scirpus sylvaticus), Sumpfdotterblume (Caltha palustris) und viel Eisenhutblättrigem Hahnenfuß (Ranunculus aconitifolius).

## Tiere
Durch die Größe des Gebietes und die sehr geringe Erschließung können hier auch größere Wildtiere überleben.

### Luchs
Der Luchs galt seit dem 19. Jahrhundert in Vorarlberg als ausgestorben. Seit 2012 sind sie über die Ostschweiz wieder eingewandert. Sie mussten Eisenbahnstrecken, Autobahnen mit Wildschutzzäunen, Siedlungen und den Rhein überqueren. Im Mellental sowie im Gamperdonatal im Rätikon gibt es nun kleine Populationen mit Nachwuchs.

### Wildkatze
Die Europäische Wildkatze zählt zu den seltensten und unbekanntesten heimischen Säugetierarten. Wildkatzen haben eine verborgene Lebensweise und ähneln den Hauskatzen. Im Frühjahr 2022 konnte zum ersten Mal im Ebnitertal eine Europäische Wildkatze genetisch nachgewiesen werden.
„Die erfolgreiche Rückkehr zweier streng geschützter und vorübergehend als ausgestorben geltender Arten ist ein riesiger Erfolg für den Artenschutz“, so Landesrat Daniel Zadra.

### Vögel
Die Auerhühner haben oberhalb von 1200 m Balzplätze und Brutgebiete. Hier finden sie Heidelbeerstauden und ruhige Rückzugsgebiete.
Das Gebiet bietet auch Rückzugsraum für andere gefährdete Tierarten wie Birkhuhn und Haselhuhn.